# Woodbury (contea di Nassau, New York)
Woodbury è un census-designated place (CDP) degli Stati Uniti d'America, situato nello stato di New York, nella contea di Nassau.